# Omolabus curticornis
Omolabus curticornis là một loài bọ cánh cứng trong họ Attelabidae. Loài này được Voss miêu tả khoa học năm 1929.